# Ananteris evellynae
Espèce
Ananteris evellynae est une espèce de scorpions de la famille des Ananteridae.

## Distribution
Cette espèce est endémique de l'État de Bahia au Brésil. Elle se rencontre vers Cocos dans la Serra da Suçuarana.

## Description
Le mâle holotype mesure 20,2 mm.

## Systématique et taxinomie
Cette espèce a été décrite par Lourenço en 2004.

## Étymologie
Cette espèce est nommée en l'honneur d'Evellyn Christinne Bruehmueller Ramos.

## Publication originale
- Lourenço, 2004 : « List of the species of Ananteris Thorell, 1891 (Scorpiones, Buthidae) with the description of a new species from the State of Bahia, Brazil. » Revista Iberica de Aracnologia, no 10, p. 163-166 (texte intégral).